# Toynton St Peter
Toynton St Peter est une paroisse civile et un village du Lincolnshire, en Angleterre.